# Убийства офицеров Балтийского флота во время Февральской революции
Убийства офице́ров Балти́йского фло́та во вре́мя Февра́льской револю́ции начались 3 (16) марта 1917 года в Гельсингфорсе.

## Обстоятельства дела
В ночь на 3 марта император Николай II подписал акт отречения от престола в пользу своего брата Великого князя Михаила Александровича и тогда же манифест об этом был разослан телеграммой во все войска. Эта новость послужила сигналом к запланированному уничтожению офицеров Балтийского флота. Первой жертвой стал вахтенный лейтенант Г. А. Бубнов, отказавшийся менять Андреевский флаг на революционный красный на линкоре «Андрей Первозванный». Разгневанные матросы подняли лейтенанта на штыки. Это послужило сигналом для расправы над офицерами. На трапе флагманского корабля 2-й бригады линкоров «Андрея Первозванного» был застрелен и сам начальник бригады адмирал Аркадий Небольсин. В частности, убийства офицеров Балтийского флота заранее планировались членами партии эсеров задолго до февральских событий 1917 года, эсеры имели серьезные разветвленные ячейки практически во всех экипажах кораблей, команды были под воздействием систематической агитации во время своих стоянок в портах Балтийского флота. Об этом в частности см. сборник воспоминаний: «Февраль 1917 глазами очевидцев»; М, Айрис-пресс, 2017 г.
3 (16) — 4 (17) марта 1917 года были убиты также главный командир Кронштадтского порта адмирал Роберт Вирен, начальник штаба Кронштадтского порта адмирал Александр Бутаков; 4 марта — командующий Балтийским флотом адмирал Адриан Непенин; следом за ними комендант Свеаборгской крепости генерал-лейтенант по флоту Вениамин Протопопов, командиры 1-го и 2-го Кронштадтских флотских экипажей Николай Стронский и Александр Гирс, командир линейного корабля «Император Александр II» капитан 1-го ранга Николай Повалишин, командир крейсера «Аврора» капитан 1-го ранга Михаил Никольский и десятки других морских и сухопутных офицеров.
По разным оценкам, тогда на базах Балтийского флота в Гельсингфорсе, Кронштадте и Ревеле погибли до 120 офицеров, из которых 76 были убиты (в Гельсингфорсе — 45, в Кронштадте — 24, в Ревеле — пятеро и в Петрограде — двое). В Кронштадте, кроме того, были убиты не менее 12 офицеров сухопутного гарнизона.
Однако только в Гельсингфорсе список погибших 3—4 марта 1917 года, составленный на основе данных Ильинского православного кладбища города Хельсинки, содержит имена 90 убитых офицеров и пять имён матросов; в этом списке не значатся сошедшие с ума (только на линкоре «Андрей Первозванный» пятеро человек) и десятки пропавших без вести. По мнению историка К. Б. Назаренко, достоверно известно об убитых в Гельсингфорсе 38 офицерах, почти столько же погибли по подсчётам А. В. Смолина — 39 офицеров.
С 1917 по 1920 год были убиты 28 адмиралов Императорского флота из 106, из них 20 — в 1917—1918 годах. Для сравнения: все флоты и флотилии России потеряли с начала Первой мировой войны 245 офицеров.